# Библиография на Стефан Цвайг
Това е списък на произведенията на Стефан Цвайг – австрийски писател, поет, есеист и преводач, издадени на немски и на български език.

## Романи

### Биографични романи
- Joseph Fouché. Bildnis eines politischen Menschen (1929)
Фуше, изд. „Г. М. Смрикаров“, София (1941), прев. П. К. Чинков
Жозеф Фуше, изд. „Славчо Атанасов“, София (1941); Фуше, изд. „Прометей“, София (1946), прев. Невяна Розева
Жозеф Фуше, изд. „Народна култура“, София (1971 – заедно с „Еразъм“ и „Магелан“, 1981); УИ „Св. Климент Охридски“, София (2016); изд. „Рива“, София (2022), прев. Димитър Стоевски
- Marie Antoinette. Bildnis eines mittleren Charakters (1932)
Мария Антоанета, изд. „М. Г. Смиркаров“, София (1940), прев. Олга Тодорова
Мария Антоанета, изд. „Славчо Атанасов“, София (1941), прев. Кръстьо Велянов
Мария Антоанета, изд. „Прометей“, София (1947), прев. Невяна Розева
Мария Антоанета, в: Избрани творби в пет тома, т. 2, изд. „Народна култура“, София (1987); изд. „Хермес 7“, София (1992), прев. Ива Илиева
Мария Антоанета: портрет на един посредствен характер, изд. „Enthusiast“, София (2013), прев. Ива Иванова
- Triumph und Tragik des Erasmus von Rotterdam (1934)
Еразъм Ротердамски: Величие и упадък на една идея, изд. „Славчо Атанасов“, София (1936, 1941), прев. Мария Букурещлиева 
Еразъм Ротердамски, изд. „Народна култура“, София (1968, 1971 – заедно с „Магелан“ и „Фуше“, 1980, 1987 – в: Избрани творби в пет тома, т. 3); Триумфът и трагедията на Еразъм Ротердамски, изд. „Захарий Стоянов“, София (2020), прев. Страшимир Джамджиев
- Maria Stuart (1935)
Мария Стюарт, изд. „Славчо Атанасов“, София (1940, 1941, 1947); Държ. стоп. граф. предприятие, София (1948); изд. „Народна култура“, София (1957); изд. на ОФ, София (1983); изд. „Колибри“, София (2013), прев. Димитър Стоевски
- Castellio gegen Calvin oder. Ein Gewissen gegen die Gewalt (1936)
Една съвест срещу насилието, в: Избрани творби в пет тома, т. 3, изд. „Народна култура“, София (1987), прев. Маргарита Дилова
- Magellan. Der Mann und seine Tat (1938)
Покорител на моретата, изд. „Славчо Атанасов“, София (1939); Магелан. Човекът и неговото дело, изд. „Бисер“, София (1946); изд. „Наука и изкуство“, София (1966); изд. „Народна култура“, София (1971) – заедно с „Еразъм“ и „Фуше“; изд. „Г. Бакалов“, Варна (1979); изд. „Колибри“, София (2021), прев. Асен Разцветников
- Amerigo. Die Geschichte eines historischen Irrtums (1944) (посмъртно)
Америго Веспучи: Комедия от грешки в историята, изд. „М. Г. Смрикаров“, София (1946), прев. Желез Цветинов
Америго. Повест за една историческа грешка, изд. „Наука и изкуство“, София (1984), прев. Нона Тонева-Радева
- Balzac. Roman seines Lebens (1946) (посмъртно)
Романът на един живот: Балзак, изд. „Славчо Атанасов“, София (1947); изд. „Народна култура“, София (1960), прев. Димитър Стоевски

### Други романи
- Ungeduld des Herzens. Roman (1939)
Неспокойно сърдце, изд. „Славчо Атанасов“, София (1941), прев. Еню Колев
Неспокойно сърце, изд. „М. Г. Смрикаров“, София (1941), изд. „Книго-Лотос“, София (1945), прев. А. Подвързачова
Нетърпеливо сърце, в: Избрани творби в пет тома, т. 2, изд. „Народна култура“, София (1987); изд. „Tandem-G“, София (1992); изд. „Колибри“, София (2007), прев. Ива Иванова
- Clarissa. Ein Romanentwurf (1981) (посмъртно)
Клариса, изд. „ЕА“, Плевен (2001), прев. Елисавета Кузманова
- Rausch der Verwandlung. Roman (1982) (посмъртно)
В омаята на преображението, изд. „Хр. Г. Данов“, Пловдив (1971, 1987); Опиянението от промяната, изд. „Унискорп“, София (2006), Опиянението на промяната, изд. „Унискорп“, София (2024), прев. Елена Матушева-Попова

## Новели
- Praterfrühling (1900)
Пролет в Пратера, в: Пътуване в миналото и други новели, изд. „Колибри“, София (2016), прев. Жанина Драгостинова
- Zwei Einsame (1901)
Двама самотници, в: Пътуване в миналото и други новели, изд. „Колибри“, София (2016), прев. Жанина Драгостинова
- Die Liebe der Erika Ewald (1904)
- Die Wunder des Lebens (1904)
- Scharlach (1908)
Скарлатина, в: Избрани творби в пет тома, т. 1, изд. „Народна култура“, София (1987), прев. Димитър Стоевски
Скарлатина, в: Пътуване в миналото и други новели, изд. „Колибри“, София (2016), прев. Жанина Георгиева
- Geschichte in der Dämmerung (1911)
Приказка в здрача, в: Новели, изд. „Славчо Атанасов“, София (1946), изд. „Народна култура“, София (1963, 1977); Приказки в здрача, в: Избрани творби в пет тома, т. 1, изд. „Народна култура“, София (1987), в: Огнената тайна и други новели, изд. „Колибри“, София (2020), прев. Димитър Стоевски
- Die Governante (1911)
Гувернантка, в: Разруха на едно сърце; Гувернантка; Опасна игра: Разкази, изд. „Г. Т. Юруков“, София (1933), прев. Ана Деянова
Гувернантката, в: Новели, изд. „Славчо Атанасов“, София (1946); изд. „Народна култура“, София (1963, 1977); в: Избрани творби в пет тома, т. 1, изд. „Народна култура“, София (1987); в: Колекция новели, том 1, изд. „Унискорп“, София (2009); в: Огнената тайна и други новели, изд. „Колибри“, София (2020), прев. Димитър Стоевски
- Sommernovellette (1911)
Малка лятна новела, в: Огнената тайна и други новели, изд. „Колибри“, София (2020), прев. Димитър Стоевски
- Brennendes Geheimnis (1913)
Паляща тайна, изд. „Георги Юруков“, София (1935), прев. Анастасия Ганчева-Зографова
Огнена тайна, сп. „Домакиня и майка“, София (1934); в: Избрани творби в пет тома, т. 1, изд. „Народна култура“, София (1987); в: Огнена Тайна - Пет класически любовни новели от Стефан Цвайг, изд. „Ирис“, София (1992); в: Колекция новели, том 1, изд. „Унискорп“, София (2009); в: Огнената тайна и други новели, изд. „Колибри“, София (2020), прев. Димитър Стоевски
- Der Zwang. Eine Novelle (1920)
- Angst (1920)
Страх, в: Новели, изд. „Г. Д. Юруков“, София (1936), прев. Атанас Георгиев;
Страх, в: Антонина Валентен, Стефан Цвайг, изд. „?“, София (1948), прев. Николай Дончев;
Страх, в: Новели, изд. „Славчо Атанасов“, София (1946); изд. „Народна култура“, София (1963, 1977); в: Избрани творби в пет тома, т. 1, изд. „Народна култура“, София (1987); в: Огнена Тайна - Пет класически любовни новели от Стефан Цвайг, изд. „Ирис“, София (1992); в: Колекция новели, том 1, изд. „Унискорп“, София (2009), прев. Димитър Стоевски
- Brief einer Unbekannten (1922)
Писмо на една непозната, в: Новели, изд. „Г. Д. Юруков“, София (1936), прев. Атанас Георгиев
Писмо на непознатата, изд. „?“, София (1937), Писмото на непознатата, изд. „Стопанско развитие“, София (1935), прев. Теодора Пейкова
Писмо на непознатата, в: Писмо на непознатата: Новели, изд. „Лотос“, София (1945), прев. М. Ненова, И. Райнов
Писмо на една непозната, в: Избрани творби в пет тома, т. 1, изд. „Народна култура“, София (1987); в: Огнена Тайна - Пет класически любовни новели от Стефан Цвайг, изд. „Ирис“, София (1992); в: Колекция новели, том 1, изд. „Унискорп“, София (2009);  в: Избрани творби, изд. Biograph, София (2016), в: Амок и други новели, изд. „Колибри“, София (2020), Писмо от една непозната, изд. „Фама+“, София (2015); в: Новели за любов от знаменити писатели, изд. „Фама“, София (2018), прев. Димитър Стоевски
- Der Amokläufer (1922)
Амок: Роман, в: сп. „Икономия и домакинство“, София (1930) – заедно с „При адвоката“ на Клетника Мадлен, прев. Стефан Пейков
Амок, в: Новели, изд. „Славчо Атанасов“, София (1946); изд. „Народна култура“, София (1963, 1977); в: Избрани творби в пет тома, т. 1, изд. „Народна култура“, София (1987); в: Огнена Тайна - Пет класически любовни новели от Стефан Цвайг, изд. „Ирис“, София (1992); изд. „Весела Стоянова“, София (1999); в: Колекция новели, том 1, изд. „Унискорп“, София (2009); в: Амок и други новели, изд. „Колибри“, София (2020), прев. Димитър Стоевски
- Die Mondscheingasse (1922)
Улица в лунна светлина, в: Новели, изд. „Г. Д. Юруков“, София (1936), прев. Атанас Георгиев;
Улица в лунна светлина, в: Новели, изд. „Славчо Атанасов“, София (1946); изд. „Народна култура“, София (1963, 1977); в: Колекция новели, том 2, изд. „Унискорп“, София (2009); в: Амок и други новели, изд. „Колибри“, София (2020), прев. Димитър Стоевски
- Phantastische Nacht (1922)
Фантастична нощ, изд. „Всемирна библиотека“, София (1939); в: Новели, изд. „Славчо Атанасов“, София (1946); изд. „Народна култура“, София (1963, 1977); в: Избрани творби в пет тома, т. 1, изд. „Народна култура“, София (1987); в: Колекция новели, том 2, изд. „Унискорп“, София (2009); в: Амок и други новели, изд. „Колибри“, София (2020), прев. Димитър Стоевски
- Die Frau und die Landschaft (1922)
Жената и природата, в: Новели, изд. „Славчо Атанасов“, София (1946); изд. „Народна култура“, София (1963, 1977), прев. Димитър Стоевски
- Die unsichtbare Sammlung (1925)
Невидима колекция, в: Новели, изд. „Г. Д. Юруков“, София (1936), прев. Атанас Георгиев;
Невидимата сбирка, в: Новели, изд. „Славчо Атанасов“, София (1946); изд. „Народна култура“, София (1963, 1977); в: Избрани творби, т. 1, изд. „Народна култура“, София (1987); в: Избрани творби, изд. Biograph, София (2016), прев. Димитър Стоевски
- Der Flüchtling. Episode vom Genfer See (1927)
Случка при Женевското езеро, в: Новели, изд. „Г. Д. Юруков“, София (1936), прев. Атанас Георгиев;
Случка край Женевското езеро, в: Новели, изд. „Славчо Атанасов“, София (1946); изд. „Народна култура“, София (1963, 1977); в: Избрани творби, т. 1, изд. „Народна култура“, София (1987); в: Избрани творби,  изд. „Biograph“, София (2016), прев. Димитър Стоевски
- Verwirrung der Gefühle (1927)
Хаос на чувствата, изд. „Фар“, София (1945), прев. Николай Дончев
Смут в чувствата, в: Избрани творби в пет тома, т. 1, изд. „Народна култура“, София (1987); в: Колекция новели, том 2, изд. „Унискорп“, София (2009); в: Смут в чувствата и други новели, изд. „Колибри“, София (2021), прев. Димитър Стоевски
- Untergang eines Herzens (1927)
Разруха на едно сърце, в: Разруха на едно сърце; Гувернантка; Опасна игра: Разкази, изд. „Г. Т. Юруков“, София (1933), прев. Ана Деянова
Разруха на едно сърце, в: Новели, изд. „Славчо Атанасов“, София (1946); изд. „Народна култура“, София (1963, 1977); в: Избрани творби в пет тома, т. 1, изд. „Народна култура“, София (1987); в: Смут в чувствата и други новели, изд. „Колибри“, София (2021), прев. Димитър Стоевски
- Vierundzwanzig Stunden aus dem Leben einer Frau (1927)
Двадесет и четири часа от живота на жената, изд. „Право“, София (1929), прев. Методи Вечеров
Двадесет и четири часа от живота на жената, в: Новели, изд. „Славчо Атанасов“, София (1946); изд. „Народна култура“, София (1963, 1977); изд. „Ирис“, София (1992); Двадесет и четири часа от живота на жената, изд. „Стандарт“, София (?), Двайсет и четири чаcа от живота на една жена, в: Колекция новели, том 2, изд. „Унискорп“, София (2009); в: Смут в чувствата и други новели, изд. „Колибри“, София (2021), прев. Димитър Стоевски
- Leporellа (1929)
Лепорела, в: Новели, изд. „Г. Д. Юруков“, София (1936), прев. Атанас Георгиев;
Лепорела, в: Новели, изд. „Славчо Атанасов“, София (1946); изд. „Народна култура“, София (1963, 1977); в: Лепорела: Разкази, Женски души: Разкази (Г. Ройтер) изд. „С. М. Стайков“, София (1935); в: Колекция новели, том 2, изд. „Унискорп“, София (2009), прев. Димитър Стоевски
- Buchmendel (1930)
Мендел-книгата, в: Новели, изд. „Славчо Атанасов“, София (1946); изд. „Народна култура“, София (1963, 1977), прев. Димитър Стоевски;
Книжарят Мендел, в: Новели, изд. „Г. Д. Юруков“, София (1936), прев. Атанас Георгиев;
- Unvermutete Bekanntschaft mit einem Handwerk (1931)
Неочаквана среща с един занаят, в: Избрани творби в пет тома, т. 1, изд. „Народна култура“, София (1987), прев. Димитър Стоевски
Неподозирана среща с един занаят, в: Пътуване в миналото и други новели, изд. „Колибри“, София (2016), прев. Жанина Драгостинова
- War er es? (1935)
Той ли е бил?, в: Пътуване в миналото и други новели, изд. „Колибри“, София (2016), прев. Жанина Драгостинова
- Ein Mensch, den man nicht vergißt (1935)
Човек, когото не можеш да забравиш , в: Пътуване в миналото и други новели, изд. „Колибри“, София (2016), прев. Жанина Драгостинова
- Schachnovelle (1942) (посмъртно)
Играчът на шах, изд. „Бисер“, София (1945); изд. „Славчо Атанасов“, София (1945) – заедно с „Аз не съм героиня“ на Ноел Анри, прев. Румяна Христова
Играчът на шах, в: Играчът на шах; Закопаният свещник, изд. „Гарант“, Варна (1992), прев. Ан. Любенова
Шахматна новела, изд. „Медицина и физкултура“, София (1973); изд „Век 22“, София (1992), изд. Enthusiast, София (2013), прев. Венцеслав Константинов
Шахматна новела, в сборника „До границата на виреене. Десет немски разказвачи от ХХ век“ (съст. Венцислав Константинов), БЗНС, София (1983); в сборника „Сън с флейта“ (съст. В. Константинов), изд. „Liternet“, Варна (2006-2009); в: Избрани творби в пет тома, т. 1, изд. „Народна култура“, София (1987), прев. Димитър Стоевски
Шахматистът, изд. „МВек 22“, София (1992) – заедно със „Седем образа на любовта“ от Андре Мороа
- Fragment einer Novelle (1961) (посмъртно)
- Die Hochzeit von Lyon. Novelle (1980) (посмъртно)
- Widerstand der Wirklichkeit (1987) или Reise in die Vergangenheit (2010) (посмъртно)
Пътуване в миналото, в: Пътуване в миналото и други новели, изд. „Колибри“, София (2016), прев. Жанина Драгостинова

### Сборници с новели
- Die Liebe der Erika Ewald. Novellen (1904)
- Erstes Erlebnis – Vier Geschichten aus Kinderland (1911)
Огнена тайна - Пет класически любовни новели от Стефан Цвайг, изд. „Ирис“, София (1992); Огнената тайна и други новели, изд. „Колибри“, София (2020), прев. Димитър Стоевски
- Angst. Novelle (1925)
- Die unsichtbare Sammlung und andere Erzählungen (1926)
- Die Kette. Ein Novellenkreis (1927) – в 3 части, също и том 1 на Gesammelte Erzählungen (1936):
  - Erstes Erlebnis. Geschichten aus Kinderland
  - Amok. Novellen einer Leidenschaft (1922)
Амок: Новели, изд. „Николай Йовчев“, София (1946), прев. Стефан Пейков
Амок и други новели, изд. „Колибри“, София (2020), прев. Димитър Стоевски
  - Verwirrung der Gefühle. Drei Novellen (1927)
Смут в чувствата и други новели, изд. „Колибри“, София (2021), прев. Димитър Стоевски, Ива Иванова
- Der Zwang. Phantastische Nacht. Novellen (1929)
- Kleine Chronik. Vier Erzählungen (1930)
- Gesammelte Erzählungen (1936), в 2 тома (вж. по-долу в „Разкази“)
- Die Reise in die Vergangenheit und andere Erzählungen (1987) (посмъртно)
Пътуване в миналото и други новели, изд. „Колибри“, София (2016), прев. Жанина Драгостинова
- Новели, изд. „Славчо Атанасов“, София (1946); изд. „Народна култура“, София (1963, 1977), прев. Димитър Стоевски (превод от Erstes Erlebnis, 1930; Amok, 1930; Angst, 1957; Kleine Chronik, 1930; Phantastische Nacht, I957)

## Разкази

### Сборници с разкази
- Kleine Chronik. Vier Erzählungen (1929) – 4 разказа
- Rahel rechtet mit Gott. Legende (1930)
- Gesammelte Erzählungen (Gesamtausgabe des erzählerischen Werkes) (1936), в 2 тома:
  - том 1: Die Kette. Ein Novellenkreis. Drei Ringe (= 3 Bände) (1927), в 3 части (вж. по-горе в „Сборници с новели“):
    - Erstes Erlebnis. Vier Geschichten aus Kinderland (1911)
    - Amok. Novellen einer Leidenschaft (1922)
    - Verwirrung der Gefühle. Drei Novellen (1927)

  - том 2: Kaleidoskop (1936), в 3 части:
    - 1. Erzählungen (вж. по-горе раздел „Новели“)
      - Unvermutete Bekanntschaft mit einem Handwerk (1931)
      - Leporella (1929)
      - Die unsichtbare Sammlung (1925)
      - Episode am Genfer See (1927)
      - Buchmendel (1930)
      - Angst (1920)

    - 2. Legenden (разкази): 
      - Rahel rechtet mit Gott
      - Die Augen des ewigen Bruders Очите на вечния брат. Индийска легенда, Книгоиздателство „Възраждане“, София (1930), прев. С. Манолова;Очите на вечния брат: Легенда, изд. „Книго-Лотос“, София (1939), прев. Адриана Ангелова;  Очите на вечния брат, в: Избрани творби в пет тома, т. 3, изд. „Народна култура“, София (1987), прев. Ива Илиева
      - Der begrabene Leuchter Закопаният свещник, в: Играчът на шах; Закопаният свещник, изд. „Гарант“, Варна (1992), прев. Ан. Любенова; в: Закопаният свещник: Легенди, изд. „Прометей“, София (1946), прев. Димитър Симидов
      - Die Legende der dritten Taube Легенда за третия гълъб, в: Избрани творби в пет тома, т. 3, изд. „Народна култура“, София (1987); в сп. „Пламък“ (XLVI, 5-6, 2003, с. 33-36, в: Сън с флейта (антология, съст. В. Константинов), изд. „Liternet“, София (2006-2009), прев. В. Константинов
      - Die gleich-ungleichen Schwestern Легенда за сестрите близначки, в: Избрани творби в пет тома, т. 3, изд. „Народна култура“, София (1988), прев. Ива Илиева;

    - 3. Sternstunden der Menschheit (1927), вж. раздел „Есеистика“ по-долу
- Der begrabene Leuchter (1937)
Закопаният свещник: Легенди, изд. „Прометей“, София (1946), прев. Димитър Симидов
- Legenden (1945) (посмъртно) (вж. по-горе):
  - Die Augen des ewigen Bruders. Eine Legende (1922)
  - Die Legende der dritten Taube (1922)
  - Rahel rechtet mit Gott (1930)
- Три легенди / двуезично издание, изд. „Фактор Алианс“, София (1992), прев. Вера Николова

## Автобиографични творби
- Fahrten. Landschaften und Städte (1919)
- Reise nach Rußland (1928)
- Begegnungen mit Menschen, Büchern, Städten (1937)
Срещи, изд. „Славчо Атанасов“, София (1947), прев. Елена Томалевска
  - Begegnungen mit Menschen:
    - Erinnerungen an Emile Verhaeren Спомени за Емил Верхарн
    - Abschied von Rilke Сбогуване с Рилке
    - Auguste Rodin
    - Arturo Toscanini Артуро Тосканини
    - Erinnerung an Theodor Herzl
    - Rede zu Ehren Maxim Gorkis
    - Geburtstagsbrief an Hermann Bahr
    - Busoni Бузони
    - Unvergeßliches Erlebnis. Ein Tag bei Albert Schweitzer Незабравимо преживяване
    - Der Dirigent. In memoriam Gustav Mahler
    - Bruno Walter. Kunst der Hingabe Бруно Валтер
    - Frans Masereel
    - Die Stimme. Josef Kainz Гласът — в памет на Йозеф Кайнц
    - Abschied von John Drinkwater Раздяла с Джон Дринкуотър

  - Begegnungen mit Zeiten
    - Die Monotonisierung der Welt Уеднаквяването на света
    - Besuch bei den Milliarden
    - Worte während des Weltkrieges
    - Die schlaflose Welt Будуващият свят
    - Bei den Sorglosen При безгрижните
    - Berta von Suttner Берта фон Сутнер
    - Das Herz Europas Сърцето на Европа
    - Das Feuer Огънят
    - Das Haus der tausend Schicksale
    - Die moralische Entgiftung Europas Моралното оздравяване на Европа
Моралното пречистване на Европа, в:  Studium: Двумесечник за висше образование.I, 3, 2001, с. 18-20, прев. Донка Илинова

  - Begegnungen mit Städten und Landschaften
    - Die Stunde zwischen zwei Ozeanen Часовете между два океана
    - Ypern Иперн
    - Benares. Die Stadt der tausend Tempel Бенарес — градът на хилядите храмове
    - Das schönste Grab der Welt Най-хубавият гроб в света
    - Der Rhythmus von New York Ритъмът на Ню-Йорк
    - Salzburg. Die Stadt als Rahmen Залцбург
    - Kleine Reise nach Brasilien

  - Begegnungen mit Büchern
    - Das Buch als Eingang zur Welt Книгата като въвеждане в света
Книгата като врата към света, в: Европейската мисъл, изд. „Г. Бакалов“, Варна (1985), прев. Маргарита Дилова
    - Marceline Desbordes-Valmore Марселина Деборд Валмор
    - Ernest Renan
    - Dante Данте
    - Zu Goethes Gedichten Към стихотворенията на Гьоте
    - Sainte-Beuve Сент-Бьов
    - Anmerkung zu Joyce’s ‚Ulysses‘
Бележка към „Одисей“ на Джеймс Джойс, в: Европейската мисъл, изд.  „Г. Бакалов“, Варна (1985), прев. Маргарита Дилова
    - Hans Carossa
    - Die unterirdischen Bücher Balzacs Подземните книги на Балзак
    - Arthur Rimbaud
    - Sinn und Schönheit der Autographen Смисъл и красота на автографите
    - Dank an die Bücher Благодарност към книгите
- Die Welt von Gestern. Erinnerungen eines Europäers (1942) (посмъртно)
Светът от вчера, изд. „Славчо Атанасов“, София (1944), прев. Живка Драгнева
Светът от вчера. Спомени на един европеец, изд. „Аквариус“, София (2018), прев. Даря Хараланова
Светът от вчера. Спомени на един европеец, в: Избрани творби в пет тома, т. 5, изд. „Народна култура“, София (1989); изд. „Колибри“, София (2018), прев. Анна Лилова
- Durch Zeiten und Welten (1961) (посмъртно)
- Tagebücher (1984) (посмъртно)
Дневници, в: Избрани творби в пет тома, т. 5, изд. „Народна култура“, София (1989), прев. Анна Лилова
- Briefe, Vier Bände (1995 – 2005) (посмъртно), писма в 4 тома
- Maxim Gorki - Stefan Zweig Briefwechsel (1980)
Писма, една част в: Избрани творби в пет тома, т. 5, изд. „Народна култура“, София (1989), прев. Анна Лилова
Стефан Цвайг – Максим Горки: Писма, изд. „Ерго“, София (2019), прев. Венцеслав Константинов
- Stefan Zweig. Paul Zech Briefe 1910-1942 (1986)
една част в: Избрани творби в пет тома, т. 5, изд. „Народна култура“, София (1989), прев. Анна Лилова
- Briefe an Freunde (1984)
една част в: Избрани творби в пет тома, т. 5, изд. „Народна култура“, София (1989), прев. Анна Лилова

## Сборници
- Ausgewählte Prosa (1931)
- Ausgewählte Prosa (II. Bändchen.) (1935), в 2 тома
- Gesammelte Werke in Einzelbänden. 36 Bände (1981  / 1990) (посмъртно), събрани съчинения в 36 тома

## Драматургия
- Tersites. Ein Trauerspiel In drei Aufzügen (1907) (в три действия)
Терсит. Трагедия
- Das Haus am Meer. Ein Schauspiel in zwei Teilen (In drei Aufzügen) (1912) (в три действия)
Дом край морето. Драма в две части
- Der verwandelte Komödiant. Ein Spiel aus dem deutschen Rokoko (1913)
Преобразеният комедиант, изд. „Flamingo“, София (2022), прев.
- Jeremias. Eine dramatische Dichtung in neun Bildern (1917)
Йеремия. Драматична поема в девет картини
- Legende eines Lebens. Ein Kammerspiel in drei Aufzügen (1919)
Легенда за един живот. Камерна драма в три действия, изд. „Flamingo“, София (2022), прев. Владко Мурдаров
- Ben Johnson's „Volpone“. Eine lieblose Komödie in drei Akten (1926)
„Волпоне“ на Бен Джонсън. Безсърдечна комедия в три действия
- Das Lamm des Armen. Tragikomödie in drei Akten (neun Bildern) (1929) (девет картини)
Агнецът на сиромаха. Трагикомедия в три действия
- Die schweigsame Frau. Komische Oper in drei Aufzügen (1935)
Мълчаливата жена. Комична опера в три действия

## Поезия
- Silberne Saiten. Gedichte (1901)
- Die frühen Kränze. Gedichte (1906)
- Erstes Erlebnis. Vier Geschichten aus Kinderland (1911)
- Fahrten. Landschaften und Städte (1919)
- Die gesammelten Gedichte (1924)
- Ausgewählte Gedichte (1931)

## Есеистика
- Die Philosophie des Hippolyte Taine Dissertation (1904) (дисертация)
- Verlaine (1905)
- Emile Verhaeren: Drei Dramen (1910)
- Erinnerungen an Emile Verhaeren (1917) (частно издание)
- Marceline Desbordes-Valmore. Das Lebensbild einer Dichterin (1920, 1927)
- Das Herz Europas. Ein Besuch im Genfer Roten Kreuz (1918)
- Sainte-Beuve (1923)
- Frans Masereel (1923) (с Артур Холичер)
- Die Monotonisierung der Welt (1925)
- Romain Rolland. Der Mann und das Werk (1926)
- Abschied von Rilke. Eine Rede (1927), слово
- Sternstunden der Menschheit. Fünf historische Miniaturen (1927)
Съдбоносни часове на човечеството: Есета, изд. „Христо Чолчев“, София (1942), прев. Боян Дановски
Звездни мигове, изд. „М. Г. Смиркаров“, София (1927, 1942); изд. „Сп. Тракия“, Пловдив (1992), прев. Димитър Капитанов
Съдбоносни мигове на човечеството, изд. „Прометей“, София (1946); изд. „Детелина 6“, София (1993), прев. Любен Иванов
Звездни мигове на човечеството. Пет исторически миниатюри, изд. „Колибри“, София (2022), прев. Иво Рафаилов
- Die unsichtbare Sammlung. Eine Episode aus der deutschen Inflation (1927)
- Dank an die Bücher (1929)
- The Jewish Children in Germany (1933), слово
- Die moralische Entgiftung Europas (1933)
- Sinn und Schönheit der Autographen (1935)
- Arturo Toscanini (1936)
- Georg Friedrich Händels Auferstehung. Eine historische Miniatur (1937)
- House of a Thousand Destinies (1937), слово

- Worte am Grabe Sigmund Freuds (1939)
- Sternstunden der Menschheit. Zwölf historische Miniaturen (1940)
Запечатаният влак, изд. „М. Г. Смиркаров“, София (1948), 1 от 12-те миниатюри
- Brasilien. Ein Land der Zukunft (1941)
Бразилия, изд. „М. Г, Смрикаров“, София (1945), прев. Борислав Вечеров
Бразилия: Страна на бъдещето, изд. „Вакон“, София (2021), прев.
- Zeit und Welt. Gesammelte Aufsätze und Vorträge 1904 – 1940 (1943) (посмъртно)
есетата Брюге; Катедралата на Шартр; Виена от вчера, Трагичната биография на Марсел Пруст в: Портрети на европейски писатели, изд. „Наука и изкуство“, София (1984);
есето Катедралата на Шартр, в: сп. „Съвременник“, год. 39, бр. 2, 2011, с. 390-394, прев. Борислв Филипов
- Montaigne (1960) (посмъртно, писано 1935 – 1941)
Монтен, в: Портрети на европейски писатели, изд. „Наука и изкуство“, София (1984)
- Europäisches Erbe (1960) (посмъртно) – сборник с есета
Европейско наследство, изд. „Г. Бакалов“, Варна (1995), прев.  Маргарита Дилова
есетата Монтен, Йозеф Рот, Жорес, Райнер Мария Рилке, Драмата в „Хиляда и една нощ“, в: Портрети на европейски писатели, изд. „Наука и изкуство“, София (1984), прев. Павел Спасов, Елена Томалевска, Борислав Филипов
есето Драмата в „Хиляда и една нощ", в: сп. „Словото днес“ (XIII, 7, 22 февр. 2007, с. 16, 15), прев. Елисавета Кузманова

- Die Monotonisierung der Welt. Aufsätze und Vorträge (1976) (посмъртно)
- Ben Jonson’s ‚Volpone‘ und andere Nachdichtungen und Übertragungen für das Theater (1978) (посмъртно)
- Begegnungen mit Büchern: Aufsätze und Einleitungen aus den Jahren 1902–1939 (1983)
- Европейската мисъл, изд. „Г. Бакалов„ Варна (1985), прев. Маргарита Дилова (преводи от Die Monotonisierung der Welt; Der Kampf mit dem Damon; Verlaine; Drel Meister; Europalsches Erbe)
- Портрети на европейски писатели, изд. „Наука и изкуство“, София (1984), прев. Павел Спасов, Елена Томалевска, Борислав Филипов (преводи от Europäisches Erbe (1960), Drei Meister: Balzac – Dickens – Dostojewski (1920), Drei Dichter ihres Lebens. Casanova – Stendhal – Tolstoi (1928), Zeit und Welt. Gesammelte Aufsätze und Vorträge 1904—1940 (1943))

Поредица „Строителите на света. Опит за типология на духа“ (Die Baumeister der Welt. Versuch einer Typologie des Geistes)
1. Drei Meister: Balzac – Dickens – Dostojewski (1920)
Трима майстори. Балзак, Дикенс, Достоевски, изд. „Славчо Атанасов“, София (1946); в: Портрети на европейски писатели, изд. „Наука и изкуство“, София (1984), прев. Павел Спасов
2. Der Kampf mit dem Dämon. Hölderlin – Kleist – Nietzsche (1925)
Битката с демона. Хьолдерлин, Клайст, Ницше
3. Drei Dichter ihres Lebens. Casanova – Stendhal – Tolstoi (1928)
Казанова, изд. „Азбука“, София (1928, 1936), прев. П. К. Чинков
Три образа: Казанова, Стендал, Толстой, изд. „Славчо Атанасов“, София (?); Три образи: Казанова, Стендал, Толстой, изд. „Славчо Атанасов“, София (?); Трима поети на своя живот. Казанова, Стендал, Толстой, изд. „Славчо Атанасов“, София (1946); в: Портрети на европейски писатели, изд. „Наука и изкуство“, София (1984), прев. Елена Н. Томалевска
Казанова, изд. „Тренев & Тренев“, София (1992) (с „Маркиз дьо Сад“ на Алмера)
Толстой, представен от Стефан Цвайг, изд. „?“, София (1940), Безсмъртните мисли на Толстоя, представени от Стефан Цвайг, изд. „?“, София (1941), прев. Светослав Славянски
4. Die Heilung durch den Geist. Mesmer – Mary Baker Eddy – Freud (1931)
Зигмунд Фройд, изд. „Мадара“, София (1947)
Зигмунд Фройд. Изцеление чрез духа, изд. „Колибри“, София (2021), прев. Жанина Драгостинова

- Baumeister der Welt. Drei Meister. Der Kampf mit dem Dämon. Drei Dichter ihres Leben (1936) – сборник с първите три части

### Предговори и въведения
- Charles Baudelaire: Gedichte in Vers und Prosa (1902)
- Paul Verlaine: Gedichte. Eine Anthologie der besten Übertragungen (1902)
- A. L. Camille Lemonnier: Die Liebe im Menschen (1903)
- Ephraim Mose Lilien: Sein Werk (1903)
- Emile Verhaeren: Ausgewählte Gedichte (1904)
- Arthur Rimbaud. Leben und Dichtung (1907)
- Balzac. Sein Weltbild aus den Werken (1908)
- Charles Dickens: Ausgewählte Romane und Novellen (1910)
- Camille Lemonnier: Warum ich Männerkleider trug. Erlebnisse einer Frau (1910)
- Emile Verhaeren: Hymnen an das Leben (1911)
- Lafcadio Hearn: Das Japanbuch (1911)
- Paul Mayer: Wunden und Wunder. Gedichte (1913)
- J. J. Rousseau: Emil oder Über die Erziehung (1919)
- Andreas Latzko: Le dernier homme (1920)
- F. M. Dostojewski: Sämtliche Romane und Novellen (1921)
- Paul Verlaine: Gesammelte Werke. 2 Bände (1922)
- Charles-Augustin de Sainte-Beuve: Literarische Portraits aus dem Frankreich des XVII.—XIX. Jahrhunderts. 2 Bände (1923)
- Ausstellung Gustinus Ambrosi im Kunstmuseum (1923)
- Franz Hellens: Bass-Bassina-Bulu. Roman (1923)
- Hermann Bahr: Die schöne Frau. Novellen (1924)
- François René Auguste Vicomte de Chateaubriand: Romantische Erzählungen (1924)
- Ernest Renan: Jugenderinnerungen (1925)
- Hans Prager: Die Weltanschauung Dostojewskis (1925)
- Anthologie jüngster Lyrik (1927)
- Max Brod: Tycho Brahes Weg zu Gott (1927)
- J. W. v. Goethe: Gedichte. Eine Auswahl (1927)
- Grigol Robakidse: Das Schlangenhemd. Ein Roman des georgischen Volkes (1928)
- E. T. A. Hoffmann: Princess Brambilla. Caprice (1929)
- Das Buch des Jahres 1931 (1931)
- Die Internationale Stiftung Mozarteum (1931)
- W. A. Mozart: Ein Brief an sein Augsburger Bäsle (1931)
- Maxim Gorki: Erzählungen (1931)
- Max Zodykow: Stimme aus dem Dunkel. Eine Ausw. von Gedichten und Prosa (1931)
- Schalom Asch: La Chaise électrique (1931)
- Jean-Richard Bloch: Vom Sinn unseres Jahrhunderts (1932)
- Schalom Asch: Petersbourg. Roman (1933)
- Paul Stefan: Arturo Toscanini (1935)
- Joseph Leftwich: What Will Happen to the jew’s? (1936)
- Gaston Soulié: Plus jamais ça! (1937)
- Rainer Maria Rilke. Aspects of his mind and poetry. Edited by William Rose, G. Craig Houston (1938)
- Paul Leppin: Helldunkle Strophen. Gedichte (1938)
- Eugen Relgis: Muted voices (1938)
- The Jewish Contribution to Civilization. Ed. C. A. Stonchil (1940)
- Claire Goll: My sentimental zoo. Animalstories (1942)
- Vincenzo Errante: Lenau. Geschichte eines Märtyrers der Poesie (1948)

### Послеписи
- Аlexandre Mercereau: Worte vor dem Leben (1914)
- Nikolaus Lenau an Sophie Löwenthal (1916)
- O. Heuschele: Briefe aus Einsamkeiten. Drei Kreise (1924)
- Franz Karl Ginzkey: Brigitte und Regine und andere Dichtungen (1924)
- Jens Peter Jacobsen: Niels Lyhne (1925)
- Paul Verlaine: Gedichte. Eine Auswahl der besten Übertragungen (1927)
- Richard Specht: Florestan Kestners Erfolg. Eine Erzählung aus den Wiener Märztagen (1929)
- Oskar Baum: Nacht ist umher (1929)
- Henri Barbusse: Die Schutzflehenden. Der Roman einer Vorkriegsjugend (1932)
- Ödon Horváth: A Child of Our Time (1938)

## Други
- Auf Reisen. Feuilletons und Berichte (1987) (посмъртно)
- Между власт и морал рядко има връзка. Афоризми от Стефан Цвайг, съст. Кристина Крумова, Лидия Геловска, изд. „Кръг“, София (2020)

## Преводи
- Charles Baudelaire: Gedichte in Vers und Prosa (1902) – съвместен превод
- Paul Verlaine: Gedichte. Eine Anthologie der besten Übertragungen (1902) – съвместен
- Emile Verhaeren: Ausgewählte Gedichte (1904)
- Archibald George Blomefield Russell: Die visionäre Kunstphilosophie des William Blake (1906)
- Emile Verhaeren: Helena’s Heimkehr (1909)
- Emile Verhaeren: Drei Dramen (1910)
- Emile Verhaeren: Ausgewählte Gedichte (1910)
- Emile Verhaeren: Hymnen an das Leben (1911)
- Emile Verhaeren: Rembrandt (1912)
- Emile Verhaeren: Ausgewählte Gedichte (1913)
- Emile Verhaeren: Rubens (1913)
- Romain Rolland: Den hingeschlachteten Völkern! (1918)
- Romain Rolland: Die Zeit wird kommen. Drama in drei Akten (1919)
- André Suarés: Cressida (1920) – съвместен превод
- Magdeleine Marx: Weib (1920) – съвместен
- Romain Rolland: Clérambault. Geschichte eines freien Gewissens im Kriege (1922)
- Paul Verlaine: Gesammelte Werke. 2 Bände (1922) – съвместен
- Paul Verlaine: Gedichte. Eine Auswahl der besten Übertragungen (1927)
- Henri Barbusse: Die Schutzflehenden (1932)
- Luigi Pirandello: Man weiß nicht wie (1935)
- Irwin Edman: Ein Schimmer Licht im Dunkel (1939) – съвместен